# Louise Lorraine
Louise Lorraine (1 de octubre de 1901 - 2 de febrero de 1981) fue una actriz estadounidense del cine mudo. 

## Vida y carrera

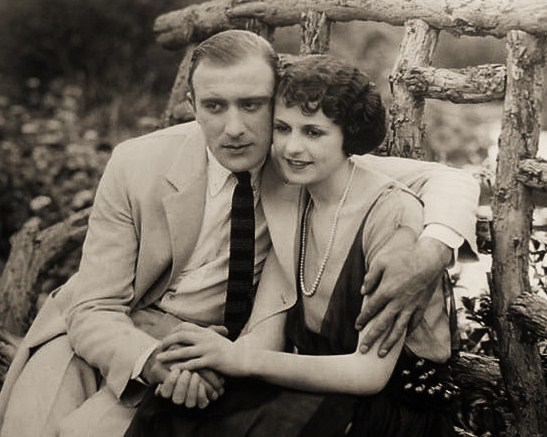
Frank Mayo y Louise Lorraine en la película The Altar Stairs (1922)

Su verdadero nombre era Louise Escovar, y nació en San Francisco, California. 
El acceso de Louise Lorraine al cine ocurrió de manera accidental. Un vendedor de fotografías conoció a Louise en Los Ángeles, donde ella vivía con su madre, viuda, y con cinco hermanos. Tenía trece años, y el vendedor quedó sorprendido por su aspecto y conducta, por lo que hablo con su madre y le explicó que tenía un contacto en el estudio cinematográfico Ince Studio. Su madre accedió a que hiciera una prueba, y consiguió trabajar en la industria. Empezó haciendo comedias para estudios independientes, y después pasó a la MGM, a la Universal y a la Warner Bros.. Se hizo muy popular trabajando en seriales de acción tales como The Radio King en 1922. Aunque tenía una pequeña estatura, mostraba una gran energía y carisma, lo que la hacía destacar entre sus colegas del género. Louise fue seleccionada como una de las WAMPAS Baby Stars en 1922.
Louise fue la tercera actriz en interpretar a Jane Porter (la pareja de Tarzán) en la serie cinematográfica de 1921 The Adventures of Tarzan.
Lorraine interpretó solamente dos películas habladas en toda su carrera. La segunda fue Near the Rainbow's End, en 1930, junto a Bob Steele. Tras la misma, Louise se retiró del cine y se dedicó al cuidado de su familia. 
Louise se casó en dos ocasiones. Su primer matrimonio, con el actor Art Acord, finalizó en divorcio en 1928. El segundo matrimonio fue con Chester J. Hubbard y duró hasta la muerte de Hubbard en 1963. 
Falleció en 1981 en Nueva York, a los 79 años de edad.